# Tuns socken
Tuns socken i Västergötland ingick i Åse härad, uppgick 1969 i Lidköpings stad och området ingår sedan 1971 i Lidköpings kommun och motsvarar från 2016 Tuns distrikt.
Socknens areal är 22,65 kvadratkilometer varav 22,60 land. År 2000 fanns här 683 invånare.  Godset Gammalstorp, orten Såtenäs med Skaraborgs flygflottilj samt tätorten Tun med sockenkyrkan Tuns kyrka ligger i socknen.   

## Administrativ historik
Socknen har medeltida ursprung. 
Vid kommunreformen 1862 övergick socknens ansvar för de kyrkliga frågorna till Tuns församling och för de borgerliga frågorna bildades Tuns landskommun. Landskommunen utökades 1952 och uppgick 1969 i Lidköpings stad som 1971 ombildades till Lidköpings kommun. Församlingen uppgick 2006 i Örslösa församling.
1 januari 2016 inrättades distriktet Tun, med samma omfattning som församlingen hade 1999/2000.  Socknen har tillhört län, fögderier, tingslag och domsagor enligt vad som beskrivs i artikeln Åse härad. De indelta soldaterna tillhörde Västgöta-Dals regemente, Livkompaniet och Västgöta regemente, Barne kompani.

## Geografi
Tuns socken ligger sydväst om Lidköping öster om Brandsfjorden i Vänern. Socknen är en uppodlad slättbygd.
Sockengränsen beskrivs enligt följande 
| ”                                                                          | Tuns sockens råmärken år 1690. Utdrag af Ransaknings Protokollet hållet 1690 d. 2 jun. Öfver Härads och sockne råmärken i Åhse Härad. Thuns Sockn och Gäld. Vid Åhle Kroken begynnes skildnaden imellan Tängs sockn och Thuns sockn i en stengård och dike hvart om annat och intil Skategrind följande: Gammalstorps hag åt til dess det kommer til en grop eller dike, som begynnes nedan för Skatagrind och diket går i en rinnare, benämnd Lärlanda Krok, och så i en Kjörväg på Slätten, sedan löper förre rinnaren åter intil Landsvägen, derifrån i en Råås intil Ohrebäcken och den i sjön. Ingen har enskylt skog mer än Såtenäs, och Gamalstorp litet på sin äng inom hank och stör, eljest pläga Sockneboerne handla sig til skog, hvarhälst den finnes | „ |
| – Enligt avskrift ur Sundholms samlingar (manuskript), i Skara Länsmuseum. | |   |

## Fornlämningar
Boplatser från stenåldern är funna. Från bronsåldern finns Stenkullen, ett av landets största röse, och andra gravrösen samt skålgropar. Från järnåldern finns sju gravfält, storhögar och domarringar.

## Namnet
Namnet skrevs 1339 Tuni. Det kommer från kyrkbyn och innehåller tun, 'hägnad; inhägnad'.

## Personer från bygden
- Torben Grut, arkitekt
- Pehr Henrik Malmsten, professor
- Hjalmar Kylberg, agronom